# Liste der Nummer-eins-Hits in Australien (1946)
Dies ist eine Liste der Nummer-eins-Hits in Australien im Jahr 1946. In diesem Jahr gab es acht Nummer-eins-Titel und insgesamt vierzehn Nummer-eins-Singles.

| ← 1945 ← | Liste der Nummer-eins-Hits in Australien | Liste der Nummer-eins-Hits in Australien                                                                            | Liste der Nummer-eins-Hits in Australien                                              | 1947 →                    |
| \| Zeitraum \| Wo. ges. \| Interpret \| Titel Autor(en) \| Zusätzliche Informationen \| \| (Zeitraum, Wochen auf Platz eins, Interpret, Titel, Autor[en], zusätzliche Informationen) \| \| \| \| \| \| ----------------------------------------------------------------------------------------- \| -------- \| ------------------------------------------------------------------------------------------------------------------- \| ------------------------------------------------------------------------------------- \| ------------------------- \| \| 1. Januar 1946 – 31. Januar 1946 4 Wochen (insgesamt 4) \| 4 \| The Organ, the Dance Band and Me / Les Brown & his Orchestra with Doris Day \| My Dreams Are Getting Better All the Time Vic Mizzy, Mann Curtis \| - \| \| 1. Februar 1946 – 31. März 1946 9 Wochen (insgesamt 9) \| 9 \| The Andrews Sisters with Vic Schoen & his Orchestra \| Rum and Coca-Cola Morey Amsterdam \| - \| \| 1. April 1946 – 30. April 1946 4 Wochen (insgesamt 4) \| 4 \| The Ink Spots & Ella Fitzgerald \| Into Each Life Some Rain Must Fall James V. Monaco, Mack Gordon \| - \| \| 1. Mai 1946 – 30. Juni 1946 9 Wochen (insgesamt 9) \| 9 \| Bing Crosby with John Scott Trotter & his Orchestra / Frank Sinatra with Axel Stordahl & his Orchestra \| A Friend of Yours Jimmy Van Heusen, Johnny Burke \| - \| \| 1. Juli 1946 – 31. Juli 1946 4 Wochen (insgesamt 4) \| 4 \| Ella Fitzgerald & The Ink Spots / Duke Ellington & his Orchestra \| I’m Beginning to See the Light Harry James, Duke Ellington, Johnny Hodges, Don George \| - \| \| 1. August 1946 – 30. September 1946 9 Wochen (insgesamt 9) \| 9 \| Bing Crosby with John Scott Trotter & his Orchestra / Judy Garland & The Merry Macs with Lyn Murray & his Orchestra \| On the Atchison, Topeka and the Santa Fe Harry Warren, Johnny Mercer \| - \| \| 1. Oktober 1946 – 30. November 1946 8 Wochen (insgesamt 8) \| 8 \| Bing Crosby with Victor Young & his Orchestra / Freddy Martin & his Orchestra with Clyde Rogers \| Symphony Alex Alstone, André Gaston Isaac Tabet, Roger Bernstein, Jack Lawrence \| - \| \| 1. Dezember 1946 – 31. Dezember 1946 5 Wochen (insgesamt 5) \| 5 \| Bing Crosby & The Jesters with Bob Haggart & his Orchestra / Kate Smith with Jack Miller & his Orchestra \| Sioux City Sue Dick Thomas, Ray Freedman \| - \| |                                          | |                                                                                       |                           |
| ← 1945 |                                          | |                                                                                       | → 1947 →                  |
| Zeitraum | Wo. ges.                                 | Interpret | Titel Autor(en)                                                                       | Zusätzliche Informationen |
| (Zeitraum, Wochen auf Platz eins, Interpret, Titel, Autor[en], zusätzliche Informationen) |                                          | |                                                                                       |                           |
| 1. Januar 1946 – 31. Januar 1946 4 Wochen (insgesamt 4) | 4                                        | The Organ, the Dance Band and Me / Les Brown & his Orchestra with Doris Day                                         | My Dreams Are Getting Better All the Time Vic Mizzy, Mann Curtis                      | -                         |
| 1. Februar 1946 – 31. März 1946 9 Wochen (insgesamt 9) | 9                                        | The Andrews Sisters with Vic Schoen & his Orchestra                                                                 | Rum and Coca-Cola Morey Amsterdam                                                     | -                         |
| 1. April 1946 – 30. April 1946 4 Wochen (insgesamt 4) | 4                                        | The Ink Spots & Ella Fitzgerald                                                                                     | Into Each Life Some Rain Must Fall James V. Monaco, Mack Gordon                       | -                         |
| 1. Mai 1946 – 30. Juni 1946 9 Wochen (insgesamt 9) | 9                                        | Bing Crosby with John Scott Trotter & his Orchestra / Frank Sinatra with Axel Stordahl & his Orchestra              | A Friend of Yours Jimmy Van Heusen, Johnny Burke                                      | -                         |
| 1. Juli 1946 – 31. Juli 1946 4 Wochen (insgesamt 4) | 4                                        | Ella Fitzgerald & The Ink Spots / Duke Ellington & his Orchestra                                                    | I’m Beginning to See the Light Harry James, Duke Ellington, Johnny Hodges, Don George | -                         |
| 1. August 1946 – 30. September 1946 9 Wochen (insgesamt 9) | 9                                        | Bing Crosby with John Scott Trotter & his Orchestra / Judy Garland & The Merry Macs with Lyn Murray & his Orchestra | On the Atchison, Topeka and the Santa Fe Harry Warren, Johnny Mercer                  | -                         |
| 1. Oktober 1946 – 30. November 1946 8 Wochen (insgesamt 8) | 8                                        | Bing Crosby with Victor Young & his Orchestra / Freddy Martin & his Orchestra with Clyde Rogers                     | Symphony Alex Alstone, André Gaston Isaac Tabet, Roger Bernstein, Jack Lawrence       | -                         |
| 1. Dezember 1946 – 31. Dezember 1946 5 Wochen (insgesamt 5) | 5                                        | Bing Crosby & The Jesters with Bob Haggart & his Orchestra / Kate Smith with Jack Miller & his Orchestra            | Sioux City Sue Dick Thomas, Ray Freedman                                              | -                         |